# Emfraz
Emfraz ou Enfraz est une ville et un district du nord de l'Éthiopie, située dans la Semien Gondar Zone de la région Amhara. Elle se trouve à 12° 16′ N, 37° 38′ E.